# قائمة حلقات تشاودر
هذه قائمة حلقات تشاودر على كرتون نتورك بالعربية، التي أنشأها المصمم الامريكي كارل غرينبلات على كرتون نتورك تم بث 49 حلقة تتكون من 93 جزءًا وقد عرض الموسم الأول الذي يتألف من 20 حلقة، لأول مرة في 2 نوفمبر 2007 مع العرض الأول للمسلسل وانتهى الموسم الأول في 24 يوليو 2008 وبعد ذلك تم إنتاج موسمين آخرين مع الحلقة النهائية التي تم بثها في 7 أغسطس 2010 و هي حلقة واحدة اسمها نمو تشاودر.

## نظرة على السلسلة
| الموسم | الموسم | الحلقات | تاريخ البث العالمي | تاريخ البث العالمي |
| الموسم | الموسم | الحلقات | بداية السلسلة      | نهاية السلسلة      |
| ------ | ------ | ------- | ------------------ | ------------------ |
|        | 1      | 20      | 3 نوفمبر 2007      | 24 يوليو 2008      |
|        | 2      | 20      | 6 نوفمبر 2008      | 11 أكتوبر 2009     |
|        | 3      | 9       | 29 أكتوبر 2009     | 7 أغسطس 2010       |

## الحلقات

### الموسم الأول
| الرقم في السلسلة | الرقم في الموسم | العنوان                              | تاريخ البث العالمي |
| ---------------- | --------------- | ------------------------------------ | ------------------ |
| 01               | 01              | «البوربل نوربل/ نقود شنيتزل»         | 3 نوفمبر 2007      |
| 02               | 02              | «فطيرة الضفدع بالتفاح/ صديقة تشاودر» | 4 نوفمبر 2007      |
| 03               | 03              | «العلكة/ وحش القرفة»                 | 9 نوفمبر 2007      |
| 04               | 04              | «رخصة الطبخ/ الفاصولياء مغنية»       | 16 نوفمبر 2007     |
| 05               | 05              | «العنوان خطأ/ الزبون خطأ»            | 23 نوفمبر 2007     |
| 06               | 06              | «ليلة ماجونغ/ حب المقرف»             | 30 نوفمبر 2008     |
| 07               | 07              | «رجل المثلجات/ حمية فليبر فلابير»    | 7 ديسمبر 2007      |
| 08               | 08              | «غازباتشو يخبر طرائف/ نكهة مارزبان»  | 14 ديسمبر 2007     |
| 09               | 09              | «الباكيربيري/ الإيملون»              | 18 يناير 2008      |
| 10               | 10              | «في خدمتك/ تشاودر وسيد فوغو»         | 15 فبراير 2008     |
| 11               | 11              | «سجناء في الحمام/ النائم أكول»       | 22 فبراير 2008     |
| 12               | 12              | «كرة سنيفل/ الخصام»                  | 6 مارس 2008        |
| 13               | 13              | «النائم ثقيل/ لمسة عفن»              | 3 أبريل 2008       |
| 14               | 14              | «كدمة موزّرقاء/ شنيتزل وتمثال الرصاص» | 12 يونيو 2008      |
| 15               | 15              | «كعكة ألف باوند/ شطيرة الجرذ»        | 19 يونيو 2008      |
| 16               | 16              | «تشاودر يفقد قبعته/ تدريب الدماغ»    | 26 يونيو 2008      |
| 17               | 17              | «لغز شنيتزل»                         | 3 يوليو 2008       |
| 18               | 18              | «الجزء مكسور/ ميتش مفروم»            | 10 يوليو 2008      |
| 19               | 19              | «منع من الكشك/ اليد منتفخة بالكريما» | 17 يوليو 2008      |
| 20               | 20              | «الألعاب المتدربين»                  | 24 يوليو 2008      |

### الموسم الثاني
| الرقم في السلسلة | الرقم في الموسم | العنوان                                    | تاريخ البث العالمي |
| ---------------- | --------------- | ------------------------------------------ | ------------------ |
| 21               | 01              | «بانيني لرئاسة/ جليس أطفال تشاودر»         | 6 نوفمبر 2008      |
| 22               | 02              | «نافث اللهب/ كرات الكعكة العملاقة الطائرة» | 13 نوفمبر 2008     |
| 23               | 03              | «بيع في المرآب/ حصول على شراب قيقب»        | 20 و27 نوفمبر 2008 |
| 24               | 04              | «مهلا انه كنيشماس»                         | 4 ديسمبر 2008      |
| 25               | 05              | «تشاودر ينشئ شركته/ الكلمة شهيرة»          | 11 ديسمبر 2008     |
| 26               | 06              | «موعد الحار/ جولة تسوق»                    | 12 فبراير 2009     |
| 27               | 07              | «حفلة كروز/ أزمة الفطائر»                  | 26 فبراير 2009     |
| 28               | 08              | «حفلة القبعات كبيرة/ المتاهة القاتلة»      | 26 أبريل 2009      |
| 29               | 09              | «اختبار تعليم الأساسي/ مشكلة ترافلز»       | 11 يونيو 2009      |
| 30               | 10              | «مسرح مأدبة العشاء»                        | 25 يونيو 2009      |
| 31               | 11              | «الفتى شنيتزل/ غازباتشو ينتقم»             | 6 يوليو 2009       |
| 32               | 12              | «كرة الكبيرة/ تجمد الدماغ»                 | 10 يوليو 2008      |
| 33               | 13              | «سيارة بزاقة/ قطع الكراميل»                | 26 يوليو 2009      |
| 34               | 14              | «قذارة اندايف سرية/ بيغ فود»               | 30 يوليو 2009      |
| 35               | 15              | «ارسم المدينة/ اشعال المصباح مدينة»        | 6 أغسطس 2009       |
| 36               | 16              | «نرداجة/ سلسلة وصفة»                       | 13 أغسطس 2009      |
| 37               | 17              | «الحديقة/ صديق اندايف الخطأ»               | 20 أغسطس 2009      |
| 38               | 18              | «غازباتشو ينتقل/ زواج المقرف كبير»         | 9 سبتمبر 2009      |
| 39               | 19              | «يوم تقدير المتدرب/ دودة العنب»            | 26 سبتمبر 2009     |
| 40               | 20              | «تدخل لوقاية/ المواجهة الحاسمة»            | 11 أكتوبر 2009     |

### الموسم الثالث
| الرقم في السلسلة | الرقم في الموسم | العنوان                                       | تاريخ البث العالمي 1. |
| ---------------- | --------------- | --------------------------------------------- | --------------------- |
| 41               | 01              | «منزل مخيف في مارزبان/ دجاجة الشريرة»         | 29 أكتوبر 2009        |
| 42               | 02              | «الخلاط الكبير/ الفاكهة المتفجرة»             | 22 نوفمبر 2009        |
| 43               | 03              | «مخيم المتدربين/ كلب وافل البلجيكي»           | 3 ديسمبر 2009         |
| 44               | 04              | «قليل من بيتزاز/ ملابس عيد الميلاد»           | 12 ديسمبر 2009        |
| 45               | 05              | «السرقة/ المزحة»                              | 17 يناير 2010         |
| 46               | 06              | «تقدم في السن/ مجلة تشاودر»                   | 21 يناير 2010         |
| 47               | 07              | «عطلة نهاية الاسبوع مع شنيتزل/ براعم اللذيذة» | 26 مارس 2010          |
| 48               | 08              | «غازباتشو/ الصفير»                            | 13 أبريل 2010         |
| 49               | 09              | «نمو تشاودر»                                  | 7 أغسطس 2010          |